# Synelmis kirkegaardi
Synelmis kirkegaardi är en ringmaskart som beskrevs av Salazar-Vallejo 2003. Synelmis kirkegaardi ingår i släktet Synelmis och familjen Pilargidae. Inga underarter finns listade i Catalogue of Life.